# 長體多鋸鱸
長體多鋸鱸，為輻鰭魚綱鱸形目鱸亞目多鋸鱸科的其中一種，分布於南半球紐西蘭、智利巴塔哥尼亞、澳洲海域，為溫帶海水魚，深度50-854公尺，體長可達160公分，棲息在深海的底層水域，屬肉食性，以魚類等為食，可做為食用魚，適合各種烹飪方式食用，常作为高级食材，价格昂贵。